# 平野由実
平野 由実（ひらの ゆみ、1984年6月14日 - ）は、日本のファッションモデルである。本名、平野 由美子。
大阪府出身。大阪信愛女学院短期大学卒業。身長168cm。所属事務所はイデア。雑誌『with』への露出などから著名。

## 略歴
- 高校3年の時、ミスSEVENTEEN2002のオーディションに「平野 由美子」で応募し、最終選考まで進むが落選する。
- その後、2003年に『mina』の専属モデルオーディションでモデルデビューする[1]。それからわずか1年で『mina』の表紙を飾った。[3]

## 私事
- 3姉妹の末っ子[4]。大阪信愛女学院短期大学初等教育学科卒業[5]。幼稚園教諭二種免許・保育士免許を持っている。
- minaで共働した中村明花とは今でも仲が良く、中村からは「ユミポ」と呼ばれている[6]。また長澤奈央とも仲が良く、長澤が出演する舞台も観に行くほどである[7]。
- 2014年1月28日、自身のブログで前年に結婚していたことと妊娠を発表[8]。同年4月に第1子を出産した。2016年に第2子男児を出産した[9]。

## 出演

### テレビドラマ
- 華和家の四姉妹 第5話（2011年8月7日、TBS） - モデル 役

### テレビ
- 東京上級デート ＃39　馬喰横山（2013年1月16日、テレビ朝日）

### 雑誌
- mina
- with　専属モデル
- FRaU
- FITTE
- ゼクシィ
- Oggi
- JJ

※「with」以外はいずれも登場モデルである（専属ではない）

### CM
- 花王リーゼ ヒートスタイリングミルク ニュアンス用
- グリコ乳業「ドロリッチ」のイメージキャラクターであるドロリッチガールズ3期生に就任（2013年9月 - ）

### 広告
- 日本ビクター・alneo
- 新宿サブナード

### その他
- 丸井Voi

### ショー
- 神戸コレクション
- 東京ガールズコレクション
- 上海ランウェイ[10]